# Eugenia levinervis
Eugenia levinervis är en myrtenväxtart som först beskrevs av Francis Raymond Fosberg, och fick sitt nu gällande namn av Andrew John Scott. Eugenia levinervis ingår i släktet Eugenia och familjen myrtenväxter.
Artens utbredningsområde är Aldabra. Inga underarter finns listade i Catalogue of Life.